# 青木村営バス
青木村営バス（あおきそんえいバス）は、長野県小県郡青木村が運営する路線バスである。

## 運行経路
- 入奈良本・釜房・沓掛線
  - 青木 - 奈良本 - （入奈良本/沓掛温泉） - 本村 - 釜房
- 田沢・弘法線
  - 青木 - （洞） - 田沢温泉 - 弘法 - 原
- 管社線（一部、田沢・弘法線直通）
  - 老人センター - 青木 - （殿戸橋） - （当郷） - 管社
- 上田駅線
  - 青木バスターミナル - 上田駅温泉口
    - 千曲バス青木線減便に伴い2024年4月1日から運行開始。平日のみ。上田市内の途中停留所は乗降できない。運賃は青木線基準。

## リンク
- 青木村営バス（村営バス・デマンドバス）